# 青莲镇 (阳山县)
青莲镇，是中华人民共和国广东省清远市阳山县下辖的一个乡镇级行政单位。2020年人口17005人。

## 行政区划
青莲镇下辖以下地区：
深塘村、江佐村、中心村、峡头村、青莲村、南塘村、柳塘村、大洞村、朋塘村、寺山村、山口村和屋村。